# Mickael Carreira
Mickael Carreira (n. Dourdan; 3 de abril de 1986), nombre artístico de Mickael Araújo Antunes, es un cantante y compositor portugués de música pop, hijo del cantante Tony Carreira. Sus hermanos, David Carreira y Sara Carreira (fallecida en diciembre de 2020).

## Vida
Mickael nació en Francia, donde vivía su padre, Tony Carreira. Su familia retornó a Portugal en 2001, y desde entonces Mickael ha tenido una exitosa carrera musical. El apellido Carreira no es el verdadero apellido de su familia, sino que fue idea de uno de los productores de Tony, ya que funcionaba bien tanto en portugués como en francés. Mickael es padre de dos hijos, Beatriz (nacida en 2017) y Gabriel (nacido en 2023).

## Trayectoria
En 2001, con 15 años, debutó musicalmente, acompañando con la guitarra el concierto de su padre en el Teatro Olympia de París. Posteriormente, acompañó a su padre en varios conciertos, como el ocurrido el 13 de mayo de 2006 en el Pabellón Atlántico de Lisboa, frente a cerca de 17 mil personas. En ese concierto, Mickael Carreira cantó un tema que sería lanzado dos meses después en su primer álbum, titulado Mickael.
Se ha dado a conocer por sus participaciones en televisión. Actualmente es jurado en el programa de talentos portugués The Voice Portugal, junto a los músicos Rui Reininho (vocalista del grupo GNR), Marisa Liz (vocalista del grupo Amor Electro) y el cantante angoleño Anselmo Ralph. Asimismo, Mickael Carreira canta el tema "Yo Puedo Esperar", que es parte de la banda sonora de la telenovela Por siempre mi amor.
En 2014 grabó una versión en español y portugués de la canción "Bailando", con el cantante español Enrique Iglesias, Gente de Zona y Descemer Bueno.

## Discografía

### Álbumes
En estudio
- 2006: Mickael
- 2007: Entre Nós
- 2009: Tudo o que Eu Sonhei
- 2012: Viver a Vida
- 2014: Sem Olhar Para Trás
- 2016: Instinto

### Sencillos
- 2006: "Depois Dessa Noite"
- 2006: "Dou a Vida Por Ti"
- 2007: "Não Me Esqueço de Ti"
- 2007: "Outra Noite Contigo"
- 2009: "Podem Passar Mil Anos"
- 2009: "Chama Por Mim"
- 2010: "O Que Vai Ser de Nós"
- 2010: "Como Uma Tatuagem"
- 2012: "Dança Comigo"
- 2012: "Volto a Ti" (con Rita Guerra)
- 2012: "Viver a Vida"
- 2012: "Porque Ainda Te Amo"
- 2014: "Tudo O Que Quiseres" (junto a B4)
- 2014: "Bailando" (Enrique Iglesias con Mickael Carreira)
- 2016: "Fácil"
- 2016: "Imaginamos"